# Guillaume Destrez
Guillaume Destrez (ou Detrez, ou Detré), né le 13 décembre 1669 à Douai (France) et décédé le 18 février 1745 à Quito (Équateur), est un prêtre jésuite, missionnaire en Amérique du Sud.

## Biographie
Entré au noviciat jésuite de Tournai (Pays-Bas méridionaux) le 30 septembre 1688 il fait des études de philosophie et théologie (1697-1701) avant d'être ordonné prêtre en 1699, dans sa ville natale de Douai. 
Destrez demande à être envoyé en pays de mission. Il est destiné aux missions de la 'Nouvelle-Espagne' en Amérique du Sud où il arrive en 1706. Sept ans plus tard, il est nommé supérieur et visiteur de toutes les missions de l'Amazonie couvrant une étendue de plus de 3 000 km2. On lui attribue la traduction du catéchisme en dix-huit langues différentes pour les diverses tribus indiennes qu'il visite comme missionnaire. C'est lui qui envoie en Europe la célèbre carte de l'Amazone établie par le Père Samuel Fritz et gravée à Quito en 1707. 
En 1727, il est nommé recteur du collège de Cuenca où il continue ses activités pastorales et missionnaires. Il laisse une intéressante Relation datée du 1er juin 1731, donnant des détails curieux sur les peuples inconnus de l'Amazonie. Il est cité dans le volume XXIII des Lettres édifiantes.

## Source
- Diccionario historico de la Compañia de Jesús, Rome, 2001, vol.2, p. 1102.